# Garfield Darien
Garfield Darien (Lione, 22 dicembre 1987) è un ostacolista francese.
In carriera è stato vicecampione europeo dei 110 metri ostacoli a Barcellona 2010 e Helsinki 2012, mentre sui 60 metri ostacoli ha vinto la medaglia d'argento agli Europei indoor di Parigi 2011 e quella di bronzo ai Mondiali indoor di Sopot 2014.

## Palmarès
| Anno | Manifestazione   | Sede       | Evento   | Risultato  | Prestazione | Note                          |
| ---- | ---------------- | ---------- | -------- | ---------- | ----------- | ----------------------------- |
| 2005 | Europei juniores | Kaunas     | 110 m hs | Oro        | 13"77       |                               |
| 2009 | Europei indoor   | Torino     | 60 m hs  | 6º         | 7"66        |                               |
| 2009 | Mondiali         | Berlino    | 110 m hs | Semifinale | 13"57       |                               |
| 2010 | Mondiali indoor  | Doha       | 60 m hs  | Semifinale | dns         |                               |
| 2010 | Europei          | Barcellona | 110 m hs | Argento    | 13"34       | Miglior prestazione personale |
| 2011 | Europei indoor   | Parigi     | 60 m hs  | Argento    | 7"56        | =                             |
| 2012 | Europei          | Helsinki   | 110 m hs | Argento    | 13"20       |                               |
| 2012 | Giochi olimpici  | Londra     | 110 m hs | Semifinale | 13"48       |                               |
| 2014 | Mondiali indoor  | Sopot      | 60 m hs  | Bronzo     | 7"47        | Miglior prestazione personale |
| 2015 | Mondiali         | Pechino    | 110 m hs | 8º         | 13"34       |                               |
| 2017 | Europei indoor   | Belgrado   | 60 m hs  | 4º         | 7"54        |                               |
| 2017 | Mondiali         | Londra     | 110 m hs | 4º         | 13"30       |                               |
| 2018 | Europei          | Berlino    | 110 m hs | Semifinale | 13"46       |                               |

## Altre competizioni internazionali
2017
- Oro al DécaNation ( Angers), 110 m hs - 13"57